# Veenbloembies
De veenbloembies (Scheuchzeria palustris) is een overblijvende moerasplant, die behoort tot de Scheuchzeriafamilie (Scheuchzeriaceae). De soort bloeit van mei tot juli met geelgroene bloemen.

## Beschrijving
De stengels groeien vanuit kruipende wortelstokken. Er zijn zowel bloeistengels als vegetatieve spruiten. De laatste zijn biesachtig en aanzienlijk groter dan de tot 20 cm lange stengels waaraan zich bloeiwijzen bevinden. Apart van de boeistengels groeien uit de wortelstokken sterk afgeplatte rozetten van vier tot acht biesachtige en naar boven toe ronder wordende gootvormige bladen die een maximale hoogte van 60 cm kunnen bereiken. Deze zijn tegenoverstaand en waaiervormig, ze zijn aan de voet schedeachtig verbreed en omvatten elkaar aan de voet met deze verbreding. De bladen hebben een tongetje van 4 mm en aan de top een kleine opening. Deze porie, als de punt van een injectienaald, is het belangrijkste kenmerk bij determinatie van vegetatieve planten. De geelgroene bloemen zijn tweeslachtig. Drie tot tien zitten bijeen in een losse, armbloemige tros met grote schutbladen. De onderste bloem is lang gesteeld en de bovenste is kort gesteeld. De bloemen zijn geelgroen, hebben zes meeldraden en zes gelijke bloemdekbladen. De kokervrucht bevat een of twee zaden, deze zijn scheef eirond, opgeblazen en ongeveer vier mm lang. De plant is tweezaadlobbig.

## Ecologie
De soort groeit aan de randen van voedselarme slenkjes in hoogveen tussen veenmos. De soort is te vinden op zonnige plaatsen op natblijvende, voedselarme, meestal zwak zure, kalkarme veengrond. De groeiplaatsen staan vaak onder invloed van iets voedselrijker, toestromend grondwater.

## Voorkomen en Bescherming
De soort komt vrij algemeen voor in de koudere streken van het noordelijk halfrond. Als gevolg van de achteruitgang van levend hoogveen is in Nederland het aantal groeiplaatsen zeer beperkt. Voor 1950 waren er enkele tientallen vindplaatsen in hoogveengebieden bekend. Na 2005 hielden er daarvan nog twee stand in resten hoogveen in de provincies Overijssel en Gelderland. Ooit was de plant veel algemener, getuige het veelvuldig voorkomen van het zogenaamd haverstro, de glanzende stengels en wortelstokken, in veenlagen. In België is hij na 1973 niet meer waargenomen. 
De veenbloembies staat in Nederland op de Rode lijst van planten als zeer zeldzaam en ernstig bedreigd. De soort is daar sinds 1 januari 2017  wettelijk beschermd. Ook in Duitsland en Groot-Brittannië wordt de plant als zeer bedreigd beschouwd. 

## In andere talen
- Duits: Blumenbinsen
- Engels: Rannoch-rush